# Maria Ann Smith

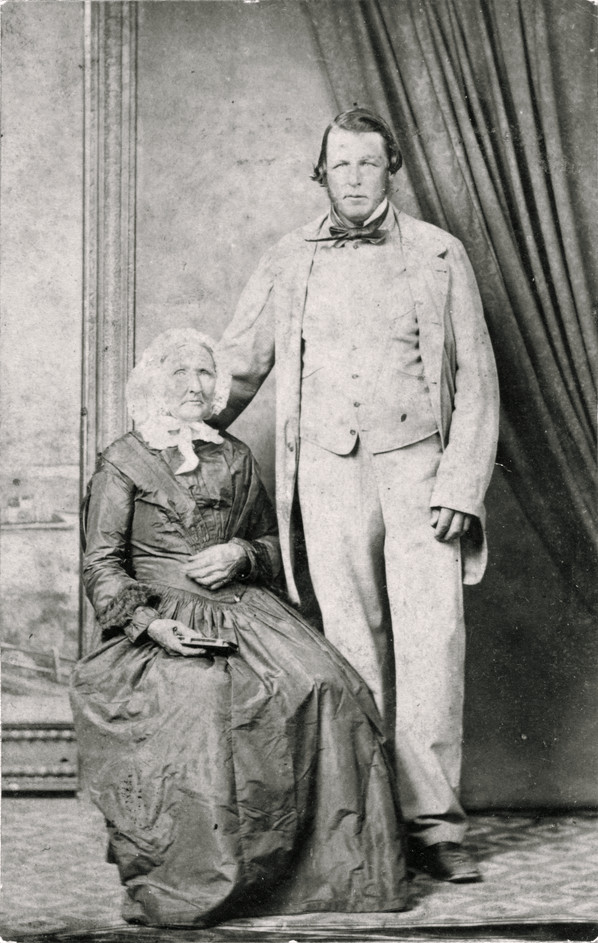
Maria Ann "Granny" Smith (1799–1870)

Maria Ann Smith (Beckley, 1799 - Ryde, 1870) was een Engels-Australisch tuinder die bekend werd vanwege het ontdekken van de granny smith-appels die haar naam dragen. 
Toen ze 19 was trouwde ze met boerenknecht Thomas Smith. De jaren daarop kreeg het echtpaar acht kinderen waarvan er drie in hun kindertijd stierven. Ze hadden hun eigen land in Beckley.

## Emigratie naar Australië
Rond de jaren 1820/30 vervielen ze in armoede omdat Groot-Brittannië een overschot aan landbouwwerkers had en de lonen laag waren. Ze zochten hun heil in het buitenland en maakten gebruik van een bonusprogramma van de Australische overheid, die werknemers zocht voor koloniën. Ze zeilden in 1838 van Engeland naar Sydney aan boord van de Lady Nugent. Thomas vond gauw werk bij een Australische kolonist in het fruitdistrict Kissing Point.
In het midden van de jaren 1850 had het paar genoeg verdiend om bijna 10 hectare land te kopen aan de rand van Eastwood waar ze de rest van hun leven gerespecteerde gemeenschapsleden werden. Ze ontwikkelden daar hun vaardigheden als tuinders.

## De granny smith appel
Zoals veel teelders specialiseerde Maria zich in een eigen variant van hun appels. Volgens een lokale historicus en tuinder, die in 1924 een artikel in het blad Farmer and Settler schreef en twee boeren had gekend die de Smiths hadden gekend, hadden zij daar een kleine zaailing gezien die uit een composthoop ontsproot. Volgens een ander testte Maria Tasmaanse kookappels van de lokale markt, terwijl ze klokhuizen en schillen uit haar keukenraam gooide toen ze aan het werk was. Ze was toen 69 jaar oud en dus werd de nieuwe cultivar die ze groeide granny smith genoemd.